# David Cromer

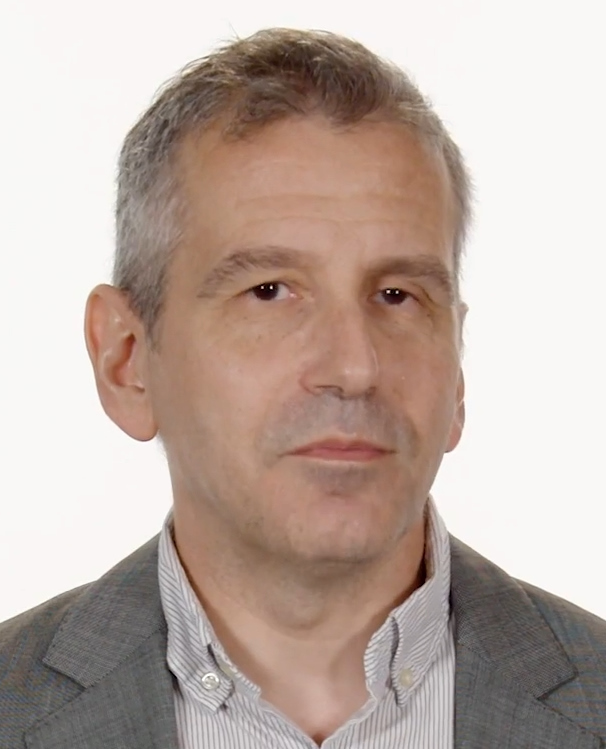
David Cromer (Mai 2018)

David Cromer (* 1965 in Illinois) ist ein US-amerikanischer Schauspieler und Theaterregisseur.

## Leben
Nach seiner Schulzeit am Columbia College Chicago wurde Cromer Theaterschauspieler in Chicago.
2005 gab Cromer sein Debüt als Theaterregisseur mit dem Theaterstück Orson’s Shadow von Austin Pendleton am Barrow Street Theatre. 2008 schaffte seine Musikadaption The Adding Machine den Sprung von Chicago nach New York City als Off-Broadway-Produktion.
2009 und 2010 führte Cromer Regie bei den Theaterstücken David Cromer, einem Revival von Tennessee Williams, und Unsere kleine Stadt, einem Revival von Thornton Wilder.
Cromer lebt offen homosexuell in New York City.

## Preise und Auszeichnungen (Auswahl)
- Obie Award
- MacArthur Fellowship, 2010
- Lucille Lortel Award
- Outer Critics Circle Award
- Drama Desk Award
- Joseph Jefferson Award